# Membracidae
Os insetos da família Membracidae (membracídeos), vulgarmente designados como viuvinhas ou soldadinhos constituem um grupo relacionado com as cigarras e cigarrinhas. Existem cerca de 3200 espécies distribuídas em cerca de 600 géneros. Encontram-se em todos os continentes, exceto na Antárctida, ainda que só existam três espécies na Europa.
São especialmente conhecidos pelo seu alargado e ornado pronoto, que por vezes se assemelha a espinhos, aparentemente como meio de camuflagem. Mas em algumas espécies, o pronoto desenvolve-se como se fosse uma extensão com forma de corno, ou com outras formas ainda mais peculiares.
Os insetos com forma de espinhos, devido à sua forma pouco usual, desde cedo interessaram aos naturalistas. Fazem também parte do imaginário da cultura popular; estão, por exemplo, entre os insetos mencionados no filme Master and Commander: The Far Side of the World.

## Ecologia
Perfuram os caules das plantas com as suas peças bucais, alimentando-se da seiva. Os espécimes imaturos podem encontrar-se frequentemente em arbustos herbáceos e ervas, enquanto os adultos se encontram em espécies lenhosas, como as árvores. O excesso de seiva é excretado, formando melada que costuma atrair as formigas. Algumas espécies apresentam formas bem desenvolvidas de mutualismo com as formigas. Estas espécies são geralmente gregárias, de modo a atrair mais formigas. As formigas protegem-nas contra predadores.

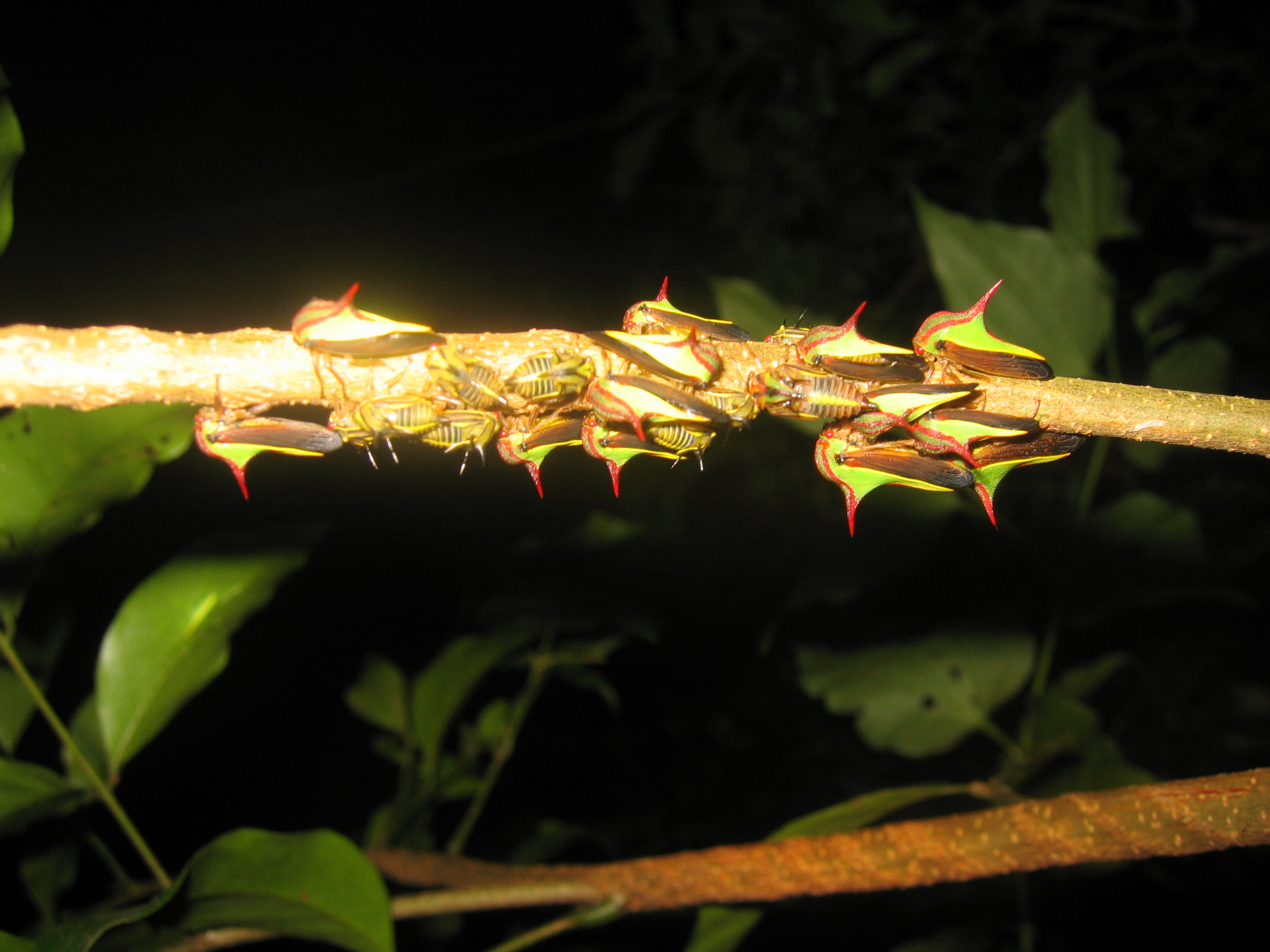
Grupo de imagos e ninfas de membracídeos em Monteverde, Costa Rica.

Os ovos são postos pela fêmea com o seu ovipositor com forma de serra em fendas rasgadas no câmbio ou tecidos vivos do caule, ainda que algumas espécies ponham ovos na superfície das folhas e dos caules. Os ovos podem ser parasitados por vespas como os mimarídeos e tricogramatídeos. As fêmeas de algumas espécies de membracídeos cobrem os ovos com o seu corpo de modo a protegê-los de predadores e parasitas, podendo mesmo zunir com as asas de modo a afastar os intrusos. As fêmeas de algumas espécies gregárias podem mesmo trabalhar em conjunto, de modo a proteger mutuamente os seus ovos. Pelo menos numa espécie, Publilia modesta, as progenitoras servem também para atrair formigas quando as ninfas são demasiado pequenas para produzir a quantidade suficiente de melada. Outras espécies fazem rasgos nos caules de modo a facilitar a alimentação das ninfas.

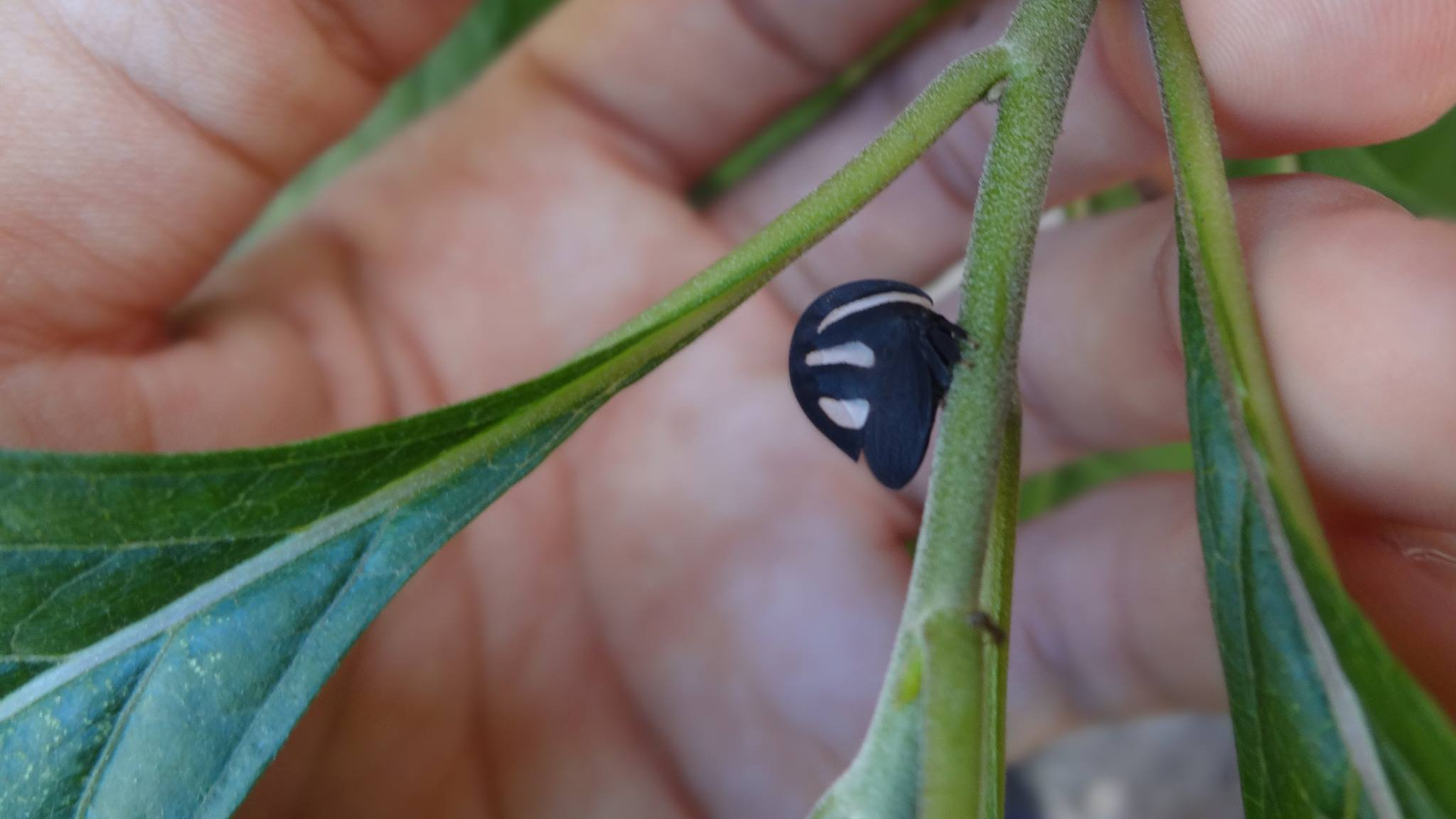
Uma das espécies de soldadinho bastante comum no Brasil.

Tal como os adultos, as ninfas também se alimentam de seiva, mas, ao contrário destes, têm um tubo anal extensível que parece ser concebido para depositar melada para o exterior do corpo. Este tubo é mais comprido nas espécies solitárias, que raramente estabelecem relação com formigas. É importante, para os insetos que se alimentam de seiva, que a melada seja depositada longe deles, caso contrário poderá ficar infetada com fumagina. De facto, há evidências de que um dos benefícios das formigas para os espécimes de Publilia concava seja a remoção da melada, reduzindo a formação de tais fungos.
A maioria das espécies é inócua para os seres humanos, ainda que algumas sejam consideradas pragas menores, como Umbonia crassicornis, Spissistilus festinus, ou Stictocephala bisonia, que foi introduzida na Europa a partir da América do Norte.

## Taxonomia

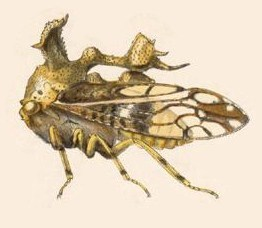
O bizarro Smerdalea horrescens situa-se, em termos evolutivos, entre os Centrotinae e alguns, mas não todos, os "Stegaspidinae".

A diversidade dos membracídeos tem tido pouca atenção por parte dos investigadores, pelo que a sua taxonomia é ainda provisória. Supõe-se que três linhagens maiores se podem distinguir; os Endoiastinae são os mais antigos, ainda bastante semelhantes a cigarrinhas. Os Centrotinae formam o segundo grupo; ainda que mais evoluídos, o pronoto ainda não cobre o escutelo na maior parte dos casos. Os Darninae, Heteronotinae, Membracinae e Smiliinae incluem a maioria dos membracídeos apomórficos.
Alguns investigadores propõem que as sejam parafiléticas. Centronodinae e Nicomiinae talvez sejam fundidos em Centrotinae de modo a formar um grupo monofilético. E enquanto a maioria dos Stegaspidinae também aí parecem pertencer, unidos a géneros como Smerdalea e Smergotomia, membros dos "Stegaspidinae", de facto, parecem estar distribuídos por entre todos os mebracídeos, pelo que este táxon será provavelmente abolido.